# Automolis jacksoni
Automolis jacksoni är en fjärilsart som beskrevs av Sergius G. Kiriakoff 1956. Automolis jacksoni ingår i släktet Automolis och familjen björnspinnare. Inga underarter finns listade i Catalogue of Life.